# Zjednoczenie Ludowe
Zjednoczenie Ludowe – polskie stronnictwo ludowe działające wśród chłopów Królestwa Polskiego w latach 1917-1918.

## Działalność
Powstało 19 lutego 1917 roku w wyniku zjednoczenia wcześniej istniejących drobnych grup politycznych działających na wsi w Kongresówce, które połączyła niechęć do Polskiego Stronnictwa Ludowego – „Wyzwolenie”. Uzyskali oni poparcie duchowieństwa katolickiego i Ligi Państwowości Polskiej a także funkcjonariuszy Departamentu Wojskowego NKN skupionych wokół działacza PSL – „Piast” z Galicji – Jana Dąbskiego. Deklarację zjednoczeniową podpisali: w imieniu Narodowego Związku Chłopskiego – Bronisław Jakubowski, Jan Mazur, Aleksander Olkiewicz, Józef Piasecki, Antoni Piątkowski, Polskiego Związku Ludowego – ks. Wacław Bliziński, Adam Cieśla, ks. Stanisław Dziennicki, Adam Lewicki, Mikołaj Łazęcki, Leon Siemieński, Wacław Wojtulanis oraz w imieniu Partii Ludowej – Zygmunt Chmielewski, Jan Sadlak, Paweł Czuba, Jan Czuba, Piotr Danysz. Na czele Zjednoczenia Ludowego stała 15-osobowa Rada Naczelna z ks.Wacławem Blizińskim na czele oraz Zarząd Główny w składzie: prezes – Jan Sadlak, wiceprezesi – ks. Stanisław Dziennicki (od grudnia 1917 Franciszek Starzyński i Leon Siemieński, sekretarze – Jan Mazur (od grudnia 1917 Henryk Wyrzykowski) i Antoni Piątkowski (od grudnia 1917 był skarbnikiem) oraz członkowie Józef Piasecki i Mikołaj Łazęcki – od grudnia 1917 zastąpili ich: Franciszek Wojda, Karol Miszewski, Aleksander Olkiewicz, Kazimierz Stawecki, Piotr Biernacki, Franciszek Kamiński. Istotną rolę w stronnictwie odgrywali, mimo że nie weszli do jego władz Aleksander Zawadzki i Jan Dąbski. Powstałe ugrupowanie 21 lutego uzyskało pasterskie błogosławieństwo ze strony arcybiskupa Aleksandra Kakowskiego. Jego organami prasowymi były czasopisma Gazeta Ludowa i Zorza.
Przyjęty na zjeździe w Warszawie 14 i 15 grudnia program stronnictwa podkreślał jego związki z Kościołem, stwierdzając, że Kościół Rzymsko-katolicki jako religia panująca, winien być otoczony szczególniejszą opieką rządu i społeczeństwa oraz że należy wprowadzić powszechne, przymusowe i bezpłatne nauczanie w szkołach ludowych w duchu katolickim i narodowym.
Domagając się utworzenia silnego Niepodległego Państwa Polskiego, uważano, że pod względem ustrojowym powinna to być monarchia konstytucyjna z dziedziczną dynastią królewska, a podstawę tego państwa powinien stanowić sejm wybrany na zasadach demokratycznych oraz silny rząd mianowany przez Króla w porozumieniu z przedstawicielstwem sejmowym a także silna armia, zorganizowana na podstawie powszechnej służby wojskowej. Zgodnie z nim ZL popierało Radę Regencyjną i Radę Stanu. 
Budziło to niezadowolenie bardziej postępowych jego członków. W rezultacie ze Zjednoczenia Ludowego w dniach 17-19 października 1918 r. grupa działaczy skupionych wokół Jana Dąbskiego, Jana Sadlaka i Henryka Wyrzykowskiego przeszła do Polskiego Stronnictwa Ludowego „Piast”, które w tym czasie zaczęło rozszerzać swoje wpływy na były zabór rosyjski. Pozostali działacze, pod przywództwem ks. Wacława Blizińskiego przekształcili partię w jeszcze bardziej zachowawcze i klerykalne Polskie Zjednoczenie Ludowe.

## Źródła do historii ZL
- Statut organizacji Zjednoczenia Ludowego, Warszawa 1917, Biblioteka Polona – wersja elektroniczna
- Zjednoczenie Ludowe – Błogosławieństwo Arcypasterskie Biblioteka Polona – wersja elektroniczna
- Zjednoczenie Ludowe (druk) – Zgromadzenie Rady Naczelnej Zjednoczenia Ludowego w Warszawie dn. 14 i 15 grudnia 1915 – Biblioteka Polona – wersja elektroniczna
- Antoni Piątkowski, Zjednoczenie Ludowe, Warszawa 1917 Biblioteka Polona – wersja elektroniczna